# Eisenbahnunfall von West Harton
Der Eisenbahnunfall von West Harton war ein Mehrfach-Zusammenstoß zweier Züge und einer abgestellten Wagengruppe am 8. Oktober 1844 in West Harton, South Shields, England, der auf den damals noch sehr unvollkommenen Zugsicherungssystemen beruhte. Zwei Menschen starben.

## Ausgangslage
Die Strecke der Newcastle and Darlington Junction Railway von Shields nach Newcastle upon Tyne war zweigleisig ausgebaut. Dabei war ein Gleis für Personenzüge, das andere für Güterzüge reserviert. Außer bei Störfällen war auch nur eine Lokomotive für den Personenzugdienst reserviert, die „LEOPARD“, die dann ausschließlich das Gleis für die Personenzüge nutzte. Wie im Zugbetrieb in Großbritannien üblich, hatten die Züge keine Zugnummern, sondern wurden nach ihrer Abfahrtszeit im ersten Bahnhof bezeichnet.
Um 5 Uhr morgens sollten zwei Züge losfahren, die also beide als „5 a.m.“ bezeichnet wurden: Ein Frühzug für Metzger von Shields nach Newcastle, der auf dem Personenzuggleis, und ein Güterzug aus leeren Kohlewagen, ebenfalls von Shields nach Newcastle, der auf dem Güterzuggleis verkehren sollte. Der „Metzger-Zug“ bestand aus einer Lokomotive und einem Personenwagen zweiter Klasse. Die Personenzuglokomotive „LEOPARD“ hatte die Nacht in Newcastle verbracht und fuhr deshalb von dort auf dem Personenzuggleis nach Shields, mit leichter Verspätung.
Der Leiter des Lokomotivschuppens in Shields übermittelte der Lokomotive „NELSON“ den Auftrag, „den 5 a.m. nach Newcastle“ zu übernehmen und meinte den Güterzug. Bei dem Lokomotivführer kam allerdings an, er solle den Personenzug übernehmen, dessen Lokomotive aus Newcastle ja (noch) nicht angekommen war.

## Unfallhergang
Die „NELSON“ setzte sich also vor den „Metzger-Zug“ und fuhr auf dem Personenzuggleis pünktlich los. Nach etwa 2,5 km kam ihr die „LEOPARD“ auf demselben Gleis entgegen. Beide Zugpersonale sahen bei West Harton die jeweils andere Lokomotive auf sich zukommen und sprangen von ihren jeweiligen Lokomotiven ab. Zuvor stellten beide Lokomotivführer die Hebel noch auf „Rückwärtsfahrt“. Während der Lokomotivführer der „LEOPARD“ daran dachte, zugleich die Dampfzufuhr abzustellen, versäumte das der Lokomotivführer der „NELSON“. Nach einem leichten Zusammenstoß, der zumindest die „NELSON“ im Gleis ließ, setzte diese sich rückwärts in Bewegung, und es gelang ihrem Lokomotivführer nicht mehr, noch aufzuspringen. So fuhr sie als „Geisterzug“ in den Bahnhof Shields zurück und schob ihren Personenwagen dabei vor sich her. Im Bahnhof Shields traf sie auf eine Gruppe abgestellter Wagen, die sie am Gleisende in einen Prellbock drückte.

## Folgen
Zwei Menschen starben, neun weitere wurden verletzt.